# Neolimonia onoma
Neolimonia onoma är en tvåvingeart som först beskrevs av Alexander 1950.  Neolimonia onoma ingår i släktet Neolimonia och familjen småharkrankar.
Artens utbredningsområde är Venezuela. Inga underarter finns listade i Catalogue of Life.